# Пакт за ненападение
Пакт за ненападение или пакт за неутралитет е договор между две или повече държави/страни, в който подписалите дават обещание да не участват във военни действия един срещу друг.
Пактове за ненападение са били използвани от 19 век, за да се даде разрешение на една от страните подписали пакта да атакува или да се опита да повлияе негативно на страна, която не е защитена от споразумението. Участниците в пакта за неутралитет приемат да не противодействат на акт на агресия, свързан с друга страна по договора по отношение на страни, които не са защитени от неговите условия. Възможни мотиви за подобни действия на една или повече страни по договора е желанието да се вземе, или да се разшири, управлението над икономически ресурси, военни цели и др.
Пример за договор за ненападение е подписания през 1939 г. Пакт Молотов – Рибентроп между СССР и нацистка Германия. Пактът Молотов – Рибентроп е нарушен през 1941 г. с нападението на Германия над Съветския съюз в операция „Барбароса“.
Големите държави имат по-голям шанс да започнат военни конфликти срещу партньори в сравнение с държави, с които не са в подобен съюз.

## Списък на пактове за ненападение
- Лондонски договор (1518)
- Съветско-литовски пакт за ненападение (28 септември 1926)
- Гръцко-румънски пакт за ненападение (21 март 1928)[2]
- Съветско-афгански пакт за ненападение (24 юни 1931)[3]
- Съветско-фински пакт за ненападение (21 януари 1932)
- Съветско-латвийски пакт за ненападение (5 февруари 1932)[4]
- Съветско-естонски пакт за ненападение (4 март 1932)[5]
- Съветско-полски пакт за ненападение (25 юли 1932)[6]
- Съветско-италиански пакт за ненападение (2 септември 1933)[7]
- Румънско-турски пакт за ненападение (17 октомври 1933)[8]
- Турско-югославски пакт за ненападение (27 ноември 1933)[9]
- Германско-полски пакт за ненападение (26 януари 1934)[10]
- Френско-съветски пакт за ненападение (2 май 1935)
- Договор между Унгария и малката Антанта (22 август 1938)
- Договор за ненападение между Великобритания и Германия (30 септември 1938)[11]
- Германско-датски пакт за ненападение (31 май 1939)[12]
- Германско-датски пакт за ненападение (7 юни 1939)[13]
- Германско-литовски пакт за ненападение (7 юни 1939)
- Германско-съветски пакт за ненападение (23 август 1939)
- Британско-тайландски пакт за ненападение (12 юни 1940)[14]
- Унгарско-югославски пакт за ненападение (12 декември 1940)